# Ханюкова Катерина Євгеніївна
Катерина Євгенівна Ханюкова (нар.. 4 липня 1989, Київ, Українська РСР) — українська артистка балету, солістка Національної опери України (2008—2012), лауреатка міжнародних конкурсів артистів балету. З 2014 року є солісткою Англійського національного балету (English National Ballet, Лондон, Велика Британія).

## Життєпис
Катерина Хнаюкова народилася 1989 року в Києві, в родині лікарів. Танцями почала займатися з чотирьох років: спочатку в ансамблі народного танцю «Україна», а через рік до цього додалися уроки хореографії.
У 2000 році Катерина вступила до Київського державного хореографічного училища. Першим педагогом майбутньої балерини стала Любов Гаврилівна Ятченко, а останні півроку навчання проходили під керівництвом Акімової.
Вже в 2003 році, виступаючи на V Міжнародному юнацькому конкурсі класичного танцю «Фуете Артека», Катерина отримала ІІ премію.
У 2006 році юна танцівниця стає володаркою Першої премії і звання лауреатки VI Міжнародного конкурсу імені Сержа Лифаря. Нагороду їй особисто вручив Юрій Григорович.
У 2007 році на Міжнародному конкурсі «Молодий балет світу» артистка удостоєна ІІ премії.
2007 рік — закінчила Київське державне хореографічне училище за спеціальністю «Хореографія», отримала кваліфікацію артист балету, педагог класичного танцю, вчитель спеціальних дисциплін. Всі роки навчання в училищі була стипендіаткою Президента України.
У 2007 році артистку приймають до балетної трупи Національної опери України, і незабаром Катерина дебютувала як прими театру, виконавши партію Клари у виставі «Лускунчик».
Перші репетиції в Національній опері для висхідної зірки проводила Тетяна Білецька; пізніше Катерина перейшла до Алли В'ячеславівни Лагоди, балетмейстерки, народної артистки Української РСР, з якою вони підготували практично весь репертуар.
У 2011 році Катерина закінчила Національний педагогічний університет ім. М. П. Драгоманова і отримала ступінь магістра за спеціальністю «Хореографія» з кваліфікацією балетмейстер-педагог класичного танцю, вчитель хореографії та художньої культури.
У 2011 році на IV Міжнародному конкурсі артистів балету в Сеулі (Корея)[недоступне посилання з жовтня 2019], який проходив під егідою Федерації Міжнародних балетних конкурсів, Катерина отримала Золоту
медаль.
Відразу з Південної Кореї Катерина відбуває з благодійними гастролями в Японію. Разом з іншими артистами балету Національної опери України вона виступила на підтримку народу країни, який пережив великі природні та техногенні потрясіння.
«Ми вдячні за підтримку. Тільки високому мистецтву, для якого немає мовних перепон, підвладні найтонші порухи душі людини. Мова балету зрозуміла без слів, вона захоплює глядача в світ краси і досконалості, допомагаючи пережити трагічне потрясіння»,
Ідзава Тадаші Посол Японії в УкраїніНа III Міжнародному конкурсі артистів балету у Стамбулі (Туреччина)[недоступне посилання з жовтня 2019] у 2012 році завоювала Золоту медаль.
Навесні 2012 року в столиці України нагороджували найкращих представників української еліти, які завдяки досягненням на своєму професійному поприщі були визначені лауреатами Загальнонаціональної програми «Людина року — 2011». За внесок у зміцнення позитивного міжнародного іміджу України Катерині Ханюковій присуджений титул лауреата Загальнонаціональної премії «Людина року — 2011» в номінації «Митець».
З 2014 року Катерина є солісткою Англійського національного балету (English National Ballet), де вона і працює нині. Художественный руководитель ENB испанская балерина Тамара Рохо назвала Екатерину Ханюкову
«справді прекрасною танцівницею, талант якої зможе на повну розкритися в постановках Національного балету Англії».
У березні 2015 року Катерина стала фіналістом щорічного конкурсу Emerging Dancer Англійського національного балету.
«Катерина Ханюкова гарна в сонячній ролі Гюльнар („Корсар“), у неї прекрасна посмішка і моторні ноги, це ідеально підходить для складної техніки балетного танцю, в тому числі для піруетних поворотів. Як і передбачалося, її фуете наприкінці були справжнім святом і викликали захоплені оплески»,

Сара Вел (Лондон), письменниця і редакторка, літературна та балетна критикеса, оглядачка журналів Magazine, Review 31, Fjord ReviewАртистка танцювала на найзнаменитіших сценах світу: в Женевському Великому театрі (Швейцарія), в Римському оперному театрі (Італія), у Кельнській опері (Німеччина) та мадридському Королівському театрі (Іспанія), в Румунській національній опері Клуж-Напока і Латвійській національній опері (Рига), у Великому театрі (Москва), Новому Національному театрі (Токіо, Японія). Побувала з гастролями в США, Китаї, Кореї, Колумбії, Індії, Чехії, Аргентині, Мексиці, Фінляндії, Гонконгу.

## Нагороди та премії
- 2003 рік — ІІ премія на V Міжнародному юнацькому конкурсі класичного танцю Юрія Григоровича «Фуете Артека»
- 2006 рік — I премія і звання лауреата на IV Міжнародному конкурсі імені Сержа Лифаря
- 2007 рік — ІІ премія на Міжнародному конкурсі «Молодий балет світу»
- 2011 рік — I премія на IV Міжнародному конкурсі артистів балету в Сеулі, Південна Корея[недоступне посилання з жовтня 2019]
- 2012 рік — I премія на Міжнародному конкурсі артистів балету у Стамбулі, Туреччина[недоступне посилання з жовтня 2019]
- 2012 рік — лауреат Загальнонаціональної премії «Людина року — 2011» в номінації «Митець»

## Творчість

### Провідні партії в класичних балетах
- Клара («Лускунчик», постановка Валерія Ковтуна)
- Джульєтта («Ромео і Джульєтта»)
- Кітрі («Дон Кіхот»)
- Білосніжка («Спляча красуня»)
- Одетта-Оділлія («Лебедине озеро»)
- Медора, Гюльнара («Корсар»)
- Жизель («Жизель»)